# 希瓦瓦島
希瓦瓦島是法屬波利尼西亞的島嶼，屬於馬克薩斯群島的一部分，位於太平洋海域，由同名市镇管辖，長35公里、寬12公里，面積316平方公里，最高點海拔高度1,213米，2007年人口1,986。

## 外部連結
- Hiva Oa information, with map, from Tahiti Nui Travel
- Gauguin Cultural Center in Atuona
- Hiva Oa in 1842, Adventures of a man in Chapter XVII （页面存档备份，存于）